# Комедия строгого режима
«Коме́дия стро́гого режи́ма» — комедийный художественный фильм.
Фильм снят в жанре комедия-гротеск с элементами пародии на советские историко-революционные фильмы. Одну из главных ролей в фильме исполняет Виктор Сухоруков.

## Сюжет
Действие фильма происходит в исправительно-трудовой колонии, производственная деятельность которой связана с металлообработкой. Приближается дата 100-летия со дня рождения Ленина. На выставке сувениров к Юбилею, изделия металлообработки выглядят идеологически враждебными. Для того, чтобы продемонстрировать лояльность социалистическому строю, руководство колонии планирует смягчить гнев генерала не техническим, а творческим путём, подготовить к юбилею спектакль, посвящённый событиям времён Октябрьской революции. Главные роли упоминаемых в написанной для мероприятия пьесе партийных деятелей — Ленина, Свердлова и Дзержинского — должны сыграть заключённые, которых отобрал капитан, замполит Исправительно-трудовой колонии № 7.
Внешним сходством с Дзержинским обладает авторитетный заключённый, а ему сотрудничать с администрацией не позволяют традиции. Помещённый в изолятор вместе со своим подручным, которому досталась роль Свердлова, и увидев за окном работоспособный паровоз, "авторитет" соглашается участвовать в тюремной самодеятельности, имея цель использовать репетиции для организации побега.
Обитатели учреждения начинают вживаться в свои образы и увлекаются этим. Заключённый Зуев, имея некоторое внешнее сходство с лидером мировой революции, получает роль Ленина. Будучи прежде на самом дне тюремной иерархии, работник прачечной, осуждённый за бродяжничество Зуев, вооружённый ленинскими цитатами, обретает авторитет (в том числе привилегированную кровать "Дзержинского") и становится вождём.

## Критика и приём
Некоторые считают фильм вольной экранизацией фрагмента произведения «Зона: Записки надзирателя» Сергея Довлатова (в титрах упоминаний о нём нет). Помимо времени и места действия, книге данного автора соответствуют такие детали, как фамилия исполнителя роли Ильича (з/к Зуев) и приобретаемое этим человеком сходство с главой большевиков не только на сцене, но и в жизни. С другой стороны, у Довлатова это был лишь рассказ о жизни со всеми её случайностями и отсутствовал драматургический стержень, заключавшийся в стремлении заключённых к побегу.
В журнале «Новая литература» про киновоплощение Ленина отмечалось: «При этой абсолютной анекдотичности и карикатурности такой Ленин по-своему реальней, чем многие ходульные Ильичи советской киноленинианы. Недаром высокие гости зоны прониклись священным трепетом и повставали. Мелкий уголовник явно нашёл в себе Ленина, хоть и стёбного, но вот уж точно очень живого. Чувствуется, что такой Ленин в блестящем исполнении Виктора Сухорукова, несмотря на то, что смешной, ещё и сильная личность, и уж явно не сладенький и добренький, которым его чаще всего изображали».

## Награды
- Кинофестиваль «Созвездие-92» — Приз за лучшую мужскую роль (Виктор Сухоруков)
- III Фестиваль российского кино в Онфлере — Приз за лучшую мужскую роль (Виктор Сухоруков)

## В ролях

### Актёры спектакля
- Виктор Сухоруков — з/к Григорий Зуев (кличка Плешак) / Ленин
- Виктор Соловьёв — з/к Борин / Дзержинский
- Станислав Концевич — з/к Лившиц / Свердлов
- Лев Кубарев — з/к Горшков / рабочий Василий
- Надежда Жарикова[3] — кладовщица Зоя Васильевна Коровина / комиссар Антонина Аникеева
- Юрий Вьюшин — з/к Вячеслав Сверчков / матрос Фёдор
- Евгений Меркурьев — з/к Мизин / меньшевик Мартов
- Юрий Эллер —  з/к Шевченко, декламатор стихов Маяковского

### Должностные лица ИТК
- Владимир Калиш — генерал-майор (с кавалерийскими замашками), инспектор ИТК
- Виктор Михайлов — майор, начальник ИТК № 7
- Иван Криворучко — капитан В. По[луянов ?], замполит ИТК № 7, художественный руководитель тюремного спектакля
- Анатолий Сливников — прапорщик Смолярчук, начальник режима ИТК № 7
- Вячеслав Яковлев — сержант, начальник охраны ИТК № 7
- Константин Демидов — рядовой Васильев, охранник ИТК № 7, режиссёр тюремного спектакля
- Алексей Полуян — рядовой ИТК № 7 (с эротическим журналом)

### Эпизодические роли
- Игорь Вуколов — з/к Ломидзе, мастер на все руки, реквизитор тюремного спектакля
- Сергей Селин — з/к Сергеев, повар
- Владимир Кулаков —  з/к жонглёр-уголовник
- Вячеслав Мелехов
- Виктор Глущенко
- Юрий Соловьёв
- Виктор Иванов
- Роман Новиков
- Юрий Костыгин (указан как Костыгов)
- Владимир Ермилов
- Виктор Прохоров
- и другие

## Съёмочная группа
- Сценаристы: Владимир Студенников и Михаил Григорьев
- Режиссёры: Владимир Студенников и Михаил Григорьев
- Постановщики: Юрий Пашигорев и Павел Пархоменко
- Оператор: Анатолий Лапшов
- Звукорежиссёр: Леонид Гавриченко
- Композитор: Виктор Плешак
- Монтажёр: Светлана Смолина
- Художник по костюмам: Татьяна Патрахальцева

## Съёмки
Съёмки проходили в исправительных учреждениях Санкт-Петербурга (ИЗ-45/4 и УС-20/5 в пос. Металлострой) и Ленинградской области (УС-20/4 в пос. Форносово), а также в Доме культуры им. А. В. Луначарского.